# VIII Congresso dei Soviet dell'Unione Sovietica
L'VIII Congresso dei Soviet dell'Unione Sovietica si tenne nel 1936. I bolscevichi ottennero 1448 seggi su 2025.